# Punta lítica

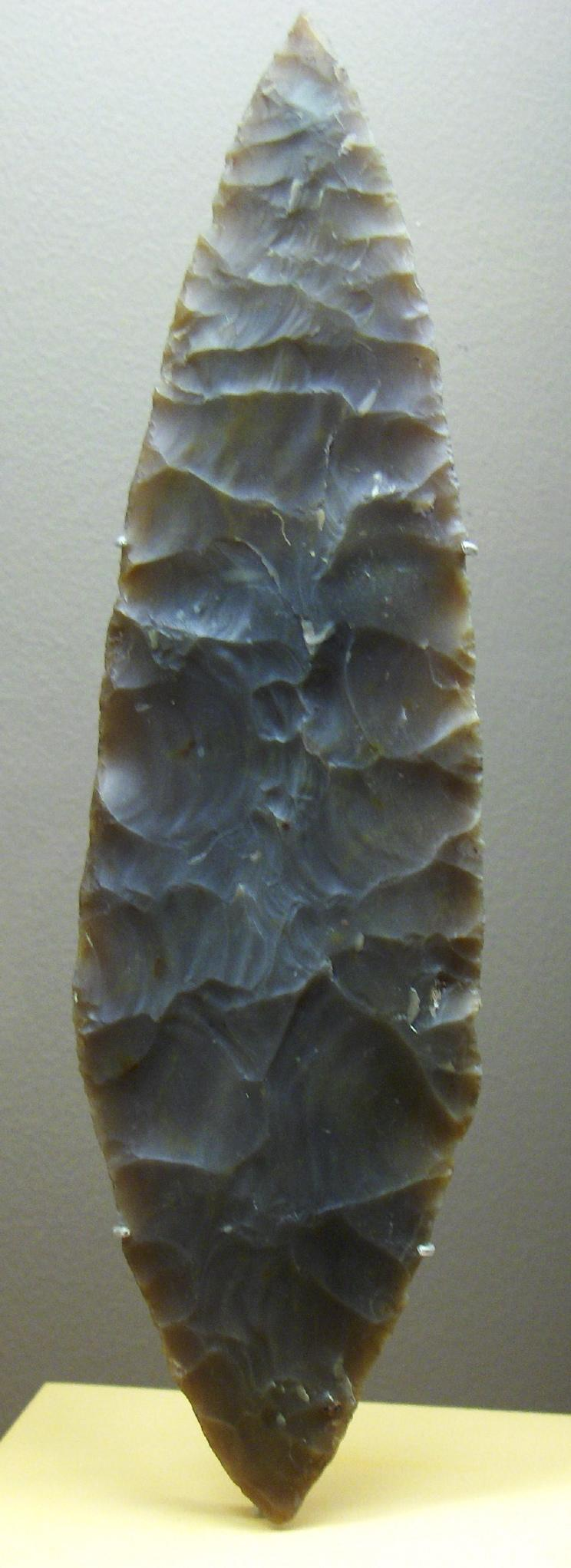
Fulla de llorer solutriana.

Una punta lítica és un instrument tallat en pedra (gairebé sempre sobre ascla o làmina lítica) amb forma allargada, amb un àpex terminal molt agut més o menys paral·lel al seu eix de simetria. La forma d'obtenir una punta lítica és extremadament variada, així com la seva funció, encara que aquesta última és, en gairebé tots els casos, la de servir com a extremitat d'una llança, javelina, sageta o una altra arma de caça o combat (encara que hi ha diversos casos en els quals s'ha pogut determinar que les puntes eren, realment, ganivets).

## Tipus de puntes
Des del punt de vista tècnic són innombrables les formes d'obtenir l'extrem agusat, però les més bàsiques són:
- Punta obtinguda directament del suport amb la forma triangular ja definida, sense necessitat de retocs; per a això cal una preparació prèvia del nucli que permeti predeterminar la morfologia del producte gràcies a un nervi central que condueix la fractura, per exemple, la punta Levallois.
- Punta constituïda per la convergència en angle agut d'una vora amb retoc abrupte (o bord abatut) amb una altra vora natural de l'ascla o de la fulla suport. La vora abatuda pot ser rectilini, com ocorre amb les puntes de la Gravette, o corb, com és el cas de la Punta de Chatelperron. Aquest tipus d'obtenir puntes també és habitual en els micròlits, com l'australiana punta d'Adelaide.
- Punta constituïda per la convergència aguda de dues vores retocades monofacialment o bifacialment. Depenent de les qualitats del retoc hi ha infinitat de variants. Per exemple, les puntes mosterianes tenen un retoc escamós, mentre que les puntes solutrianes tenen un retoc pla i cobrint.

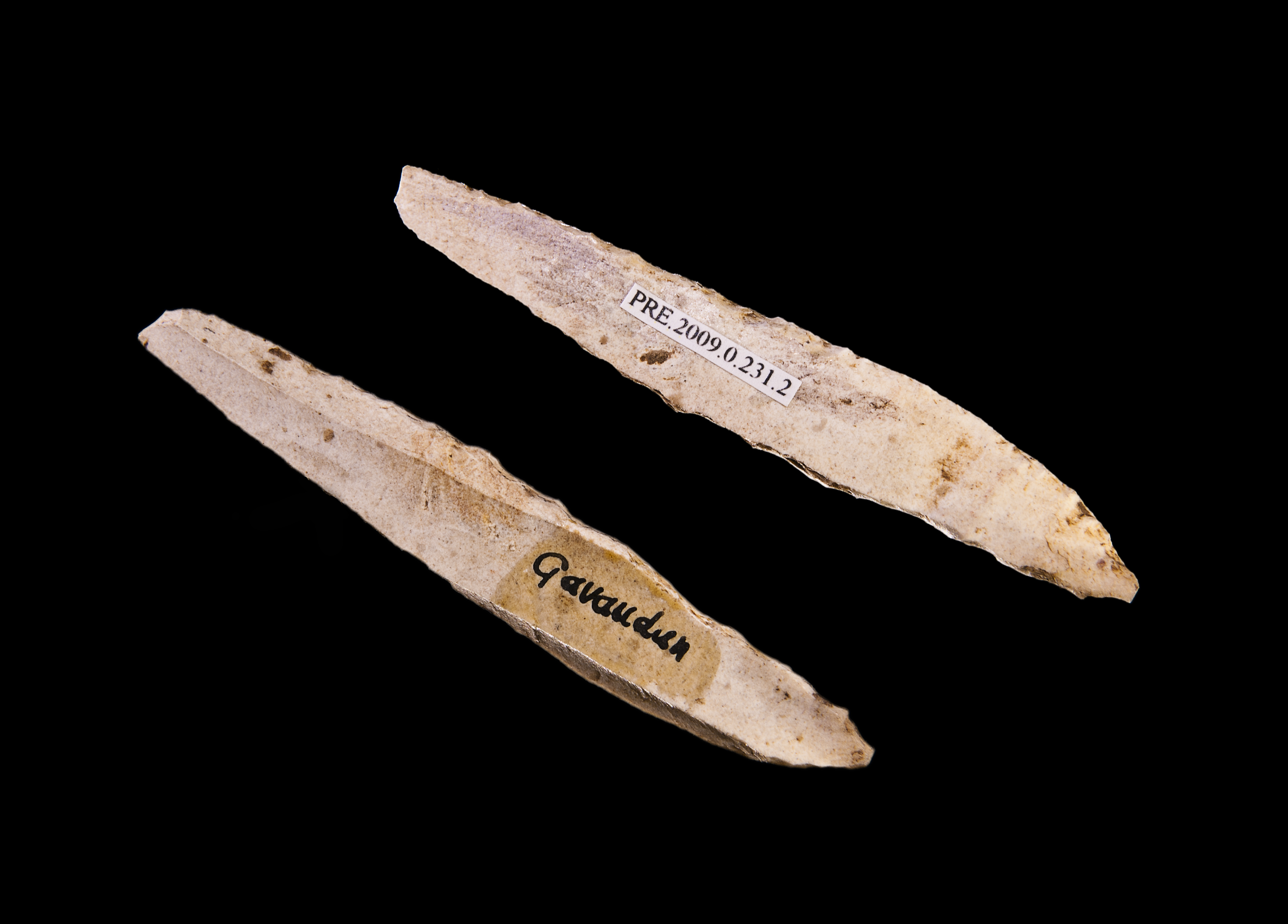
Punta de La Gravette
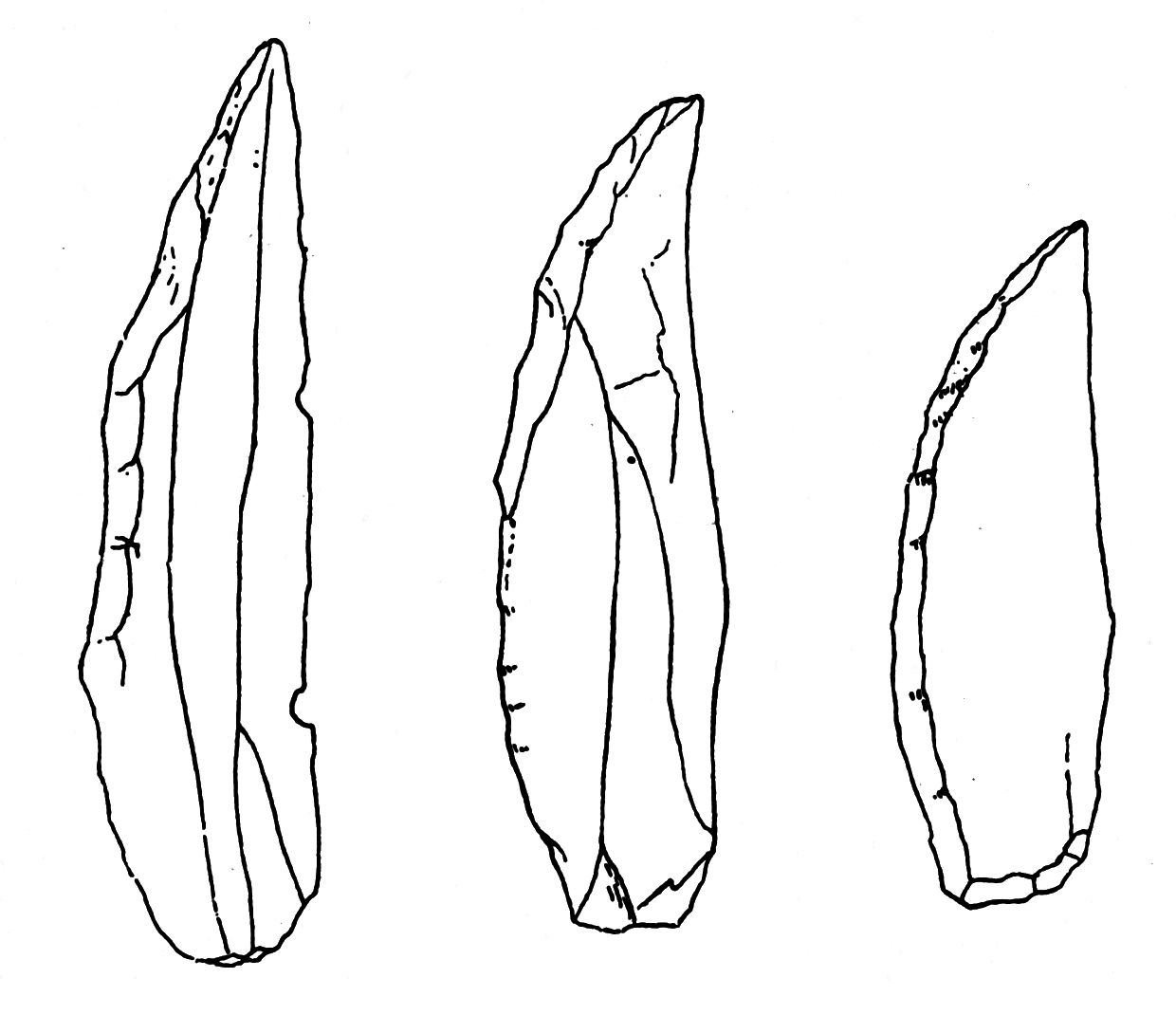
Puntes de Chatelperron
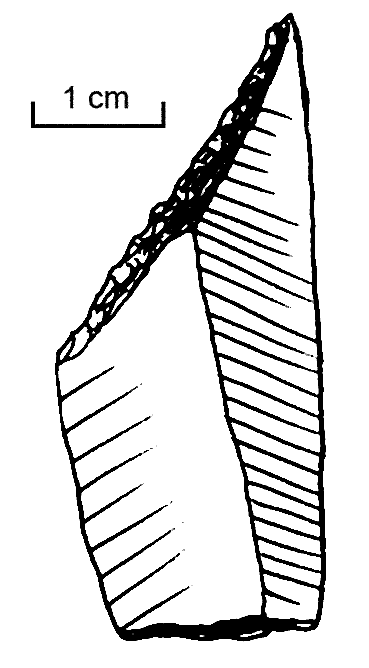
Punta d'Adelaida
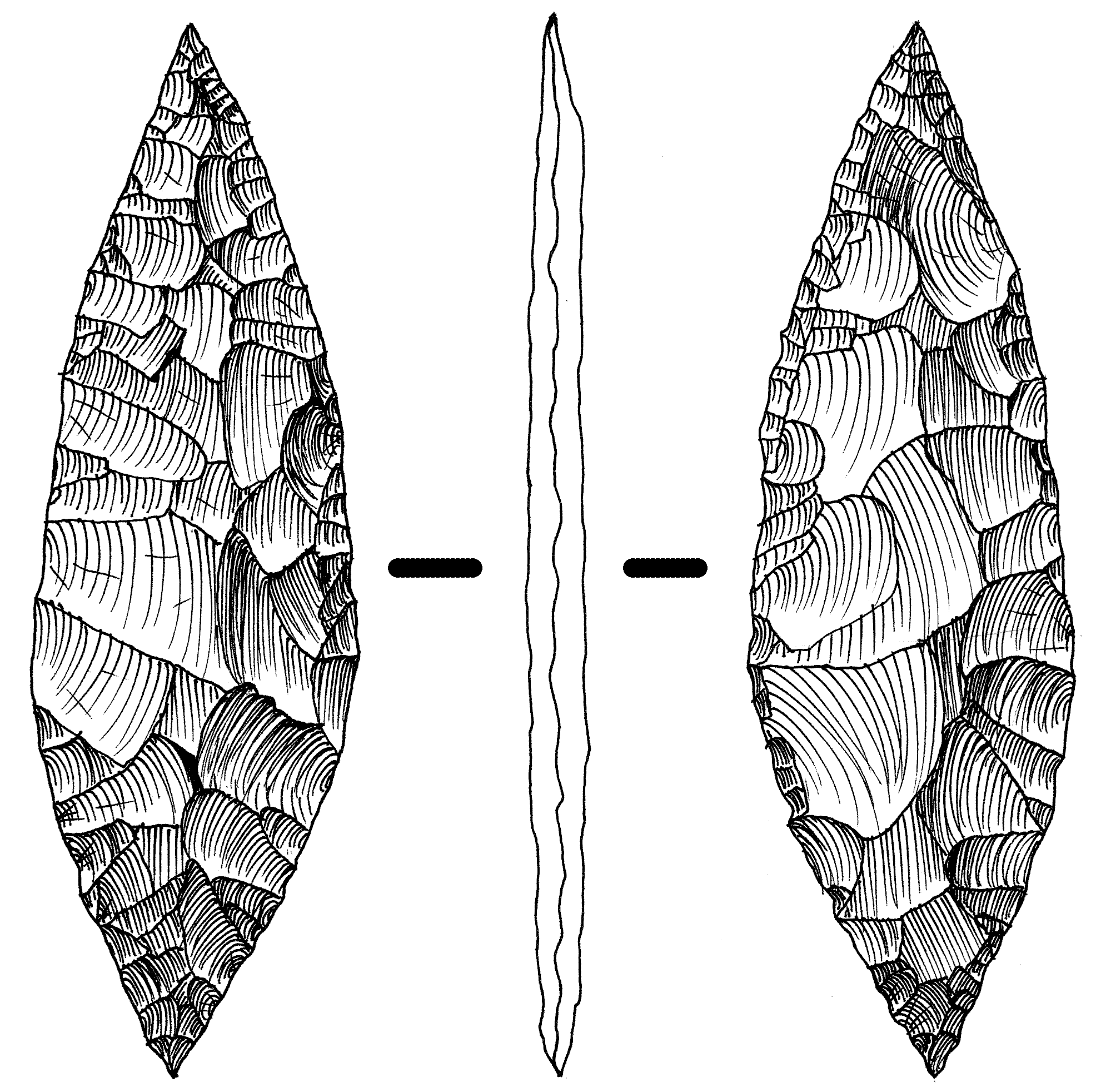
Punta solutriana

En aquesta gran categoria poden incloure's molts tipus de micròlits apuntats, com fa Georges Rozoy i, per descomptat les puntes de llança i de sageta de tot el globus, sent alguns dels exemples més representatius:
- Puntes triangulars, són les més simples i les més comunes, potser per la lògica de la seva morfologia. Les primeres són les trucades puntes mosterianes que, malgrat el seu nom, apareixen ja en el Paleolític inferior, encara que són més típiques del Paleolític mitjà. Semblant cronologia tenen les puntes Levallois, encara que la seva fabricació és conceptualment molt diferent. Les puntes triangulars persisteixen al llarg de la Prehistòria, trobant exemplars de morfologia triangular, més allargada (puntes de la Gravette) o més curta (puntes d'el-Emireh i puntes azilianes, aquestes ja epipaleolítiques).

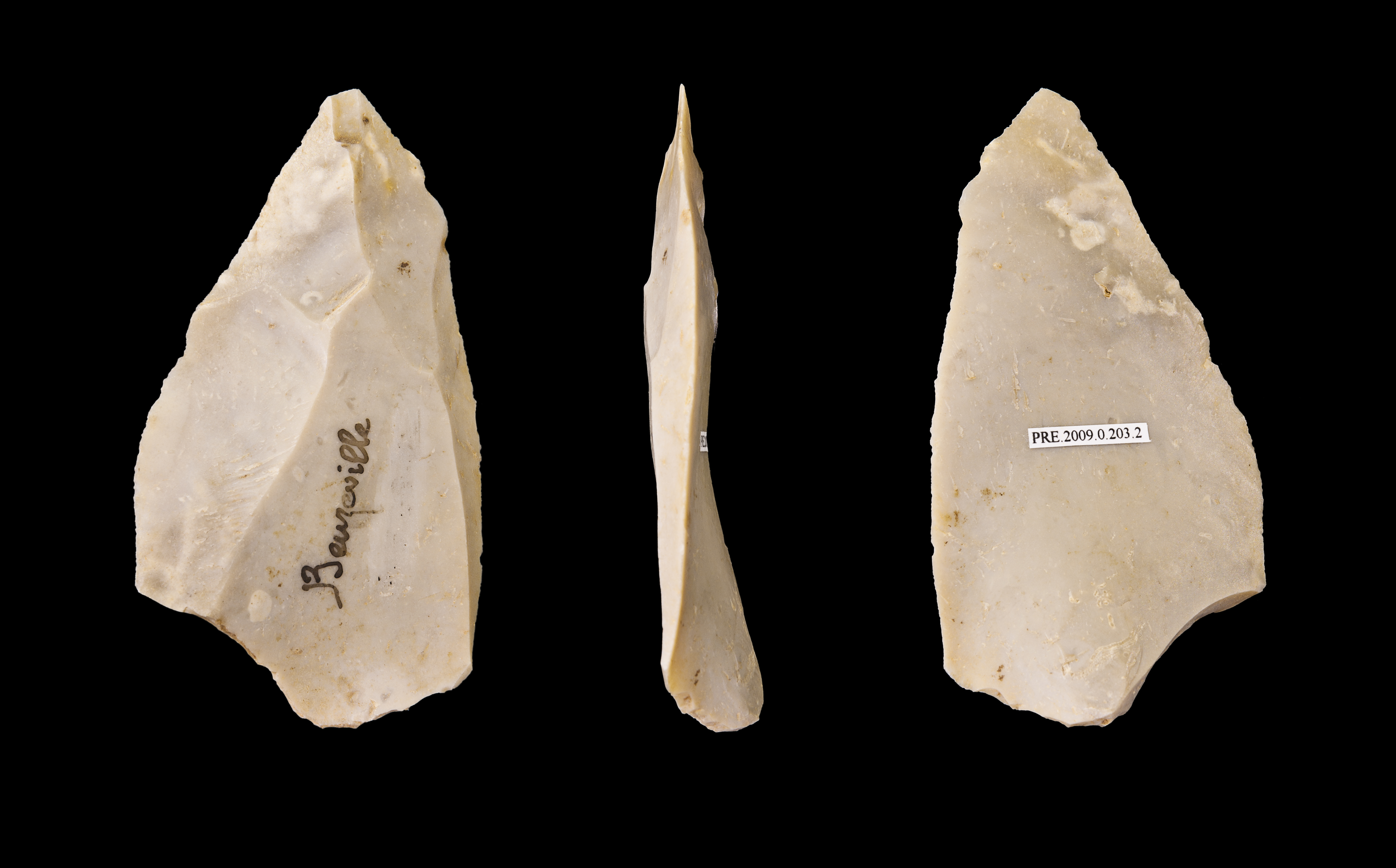
Punta Levallois
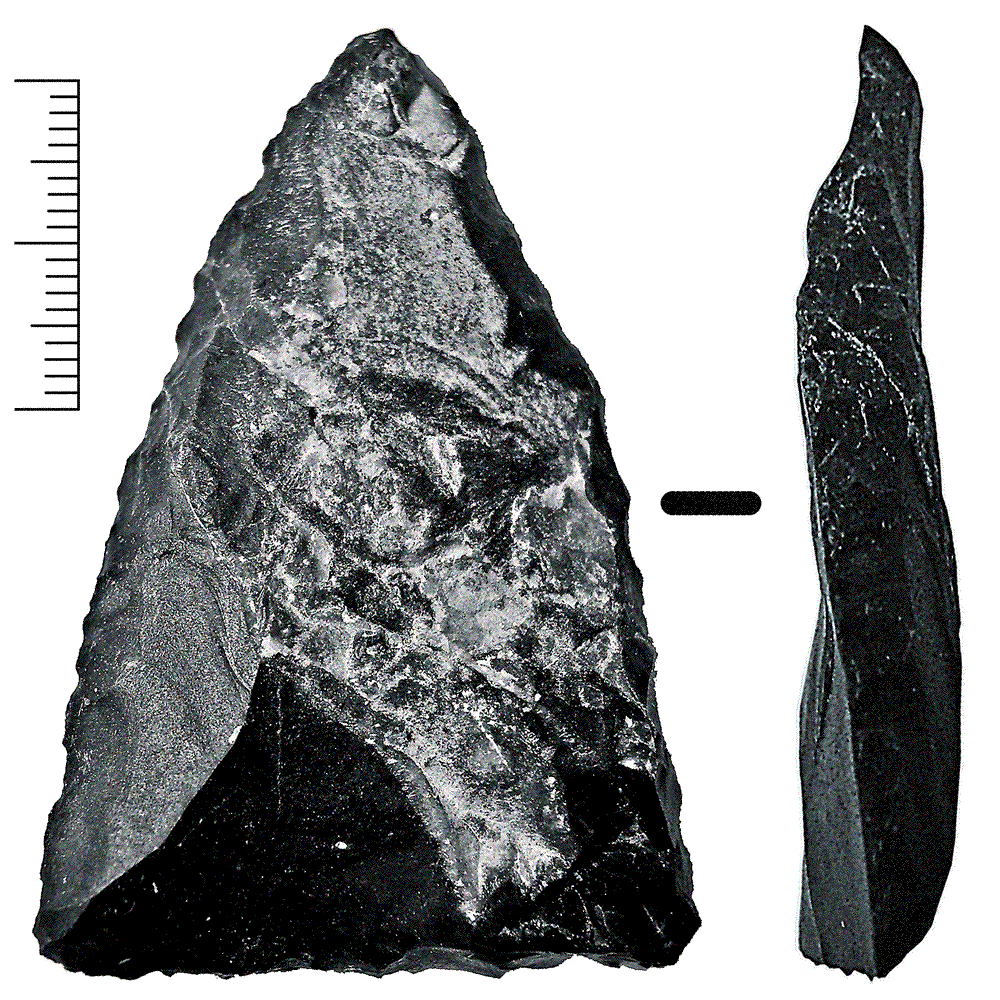
Punta Mosteriana
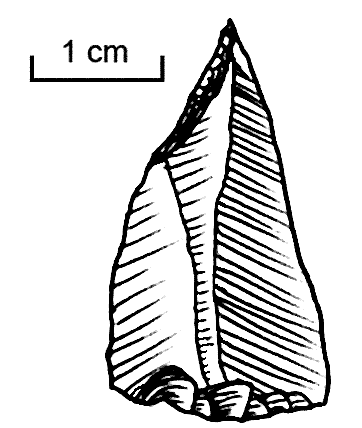
Puntas d'El Emireh
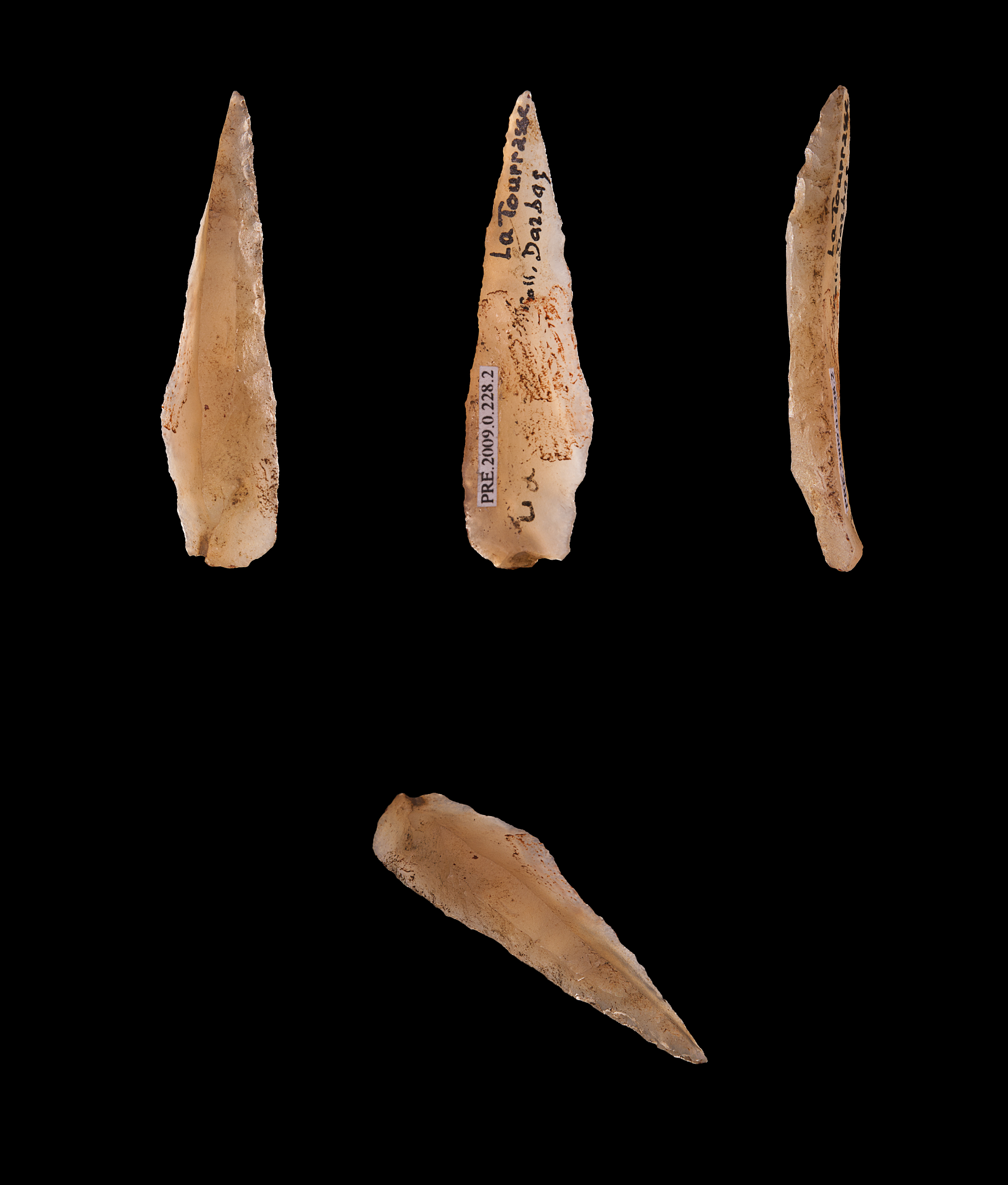
Punta aziliana

- Puntes d'osca lateral, com les del solutrià mediterrani, les Puntes Kostienki del Paleolític superior centreeuropeu o les Puntes de Síndria del Paleoamericà. En l'Epipaleolític europeu hi ha una punta microlítica d'osca lateral cridada Punta Hamburguiana.
- Puntes foliàcies bifacials, com les fulles de llorer solutrianes, les Puntes Szeletianes del Paleolític mitjà terminal d'Europa Central, també al paleoamericà d'Amèrica del Nord, la Punta d'Agata Basin, etc.

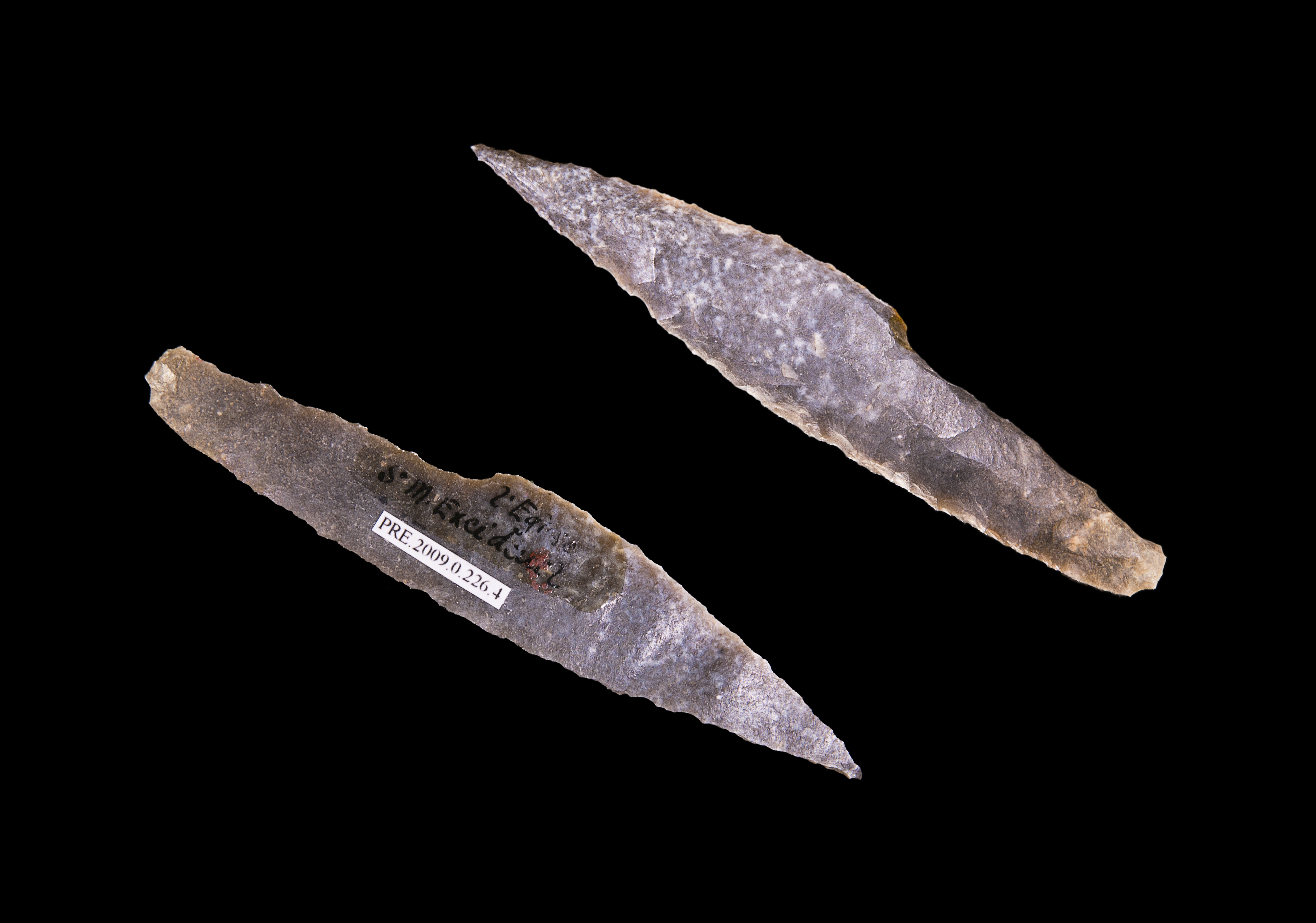
Punta d'osca europea
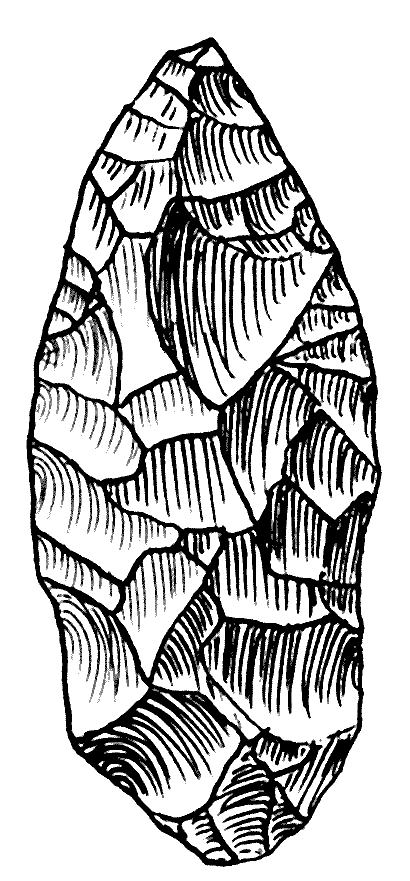
Punta foliàcia africana
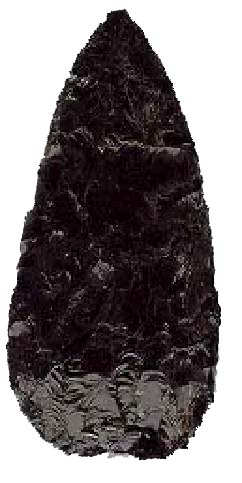
Punta foliàcia americana
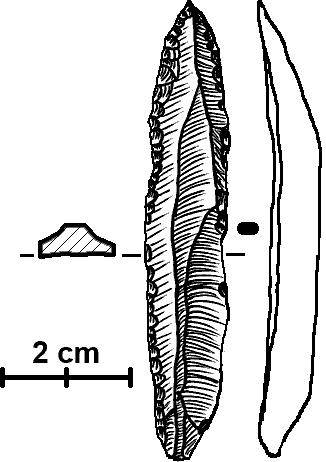
Punta d'El Wad, asiàtica

- Puntes de base còncava, destacant molts dels models de puntes de projectil del paleoamericà: punta de Cumberland, punta de Midland, punta de Plainview... i, entre totes les puntes de Clovis i Folsom. Per la seva banda, a Europa, relacionades amb les puntes de Kostienki estan les Puntes de Markina-Gora. amb forma triangular obtinguda amb retoc cobrint i base còncava. En l'Epipaleolític del Pròxim Orient assenyalem la Punta de Bou Saada, i al nord d'Àfrica la d'Aïoun Berriche i, a Europa la Punta de Tardenois, entre d'altres.

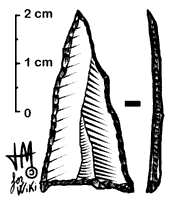
Punta de Tardenois
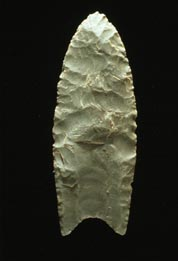
Punta clovis
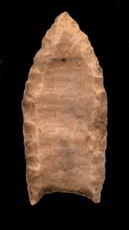
Punta de Folsom
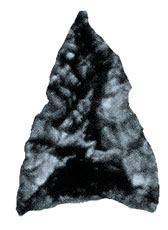
Punta de base còncava

- Puntes pedunculades de les quals hi ha desenes de variants depenent del tipus de retoc, la presència o no d'aletes laterals, la grandària i fins i tot de la morfologia del peduncle. Entre unes altres podem citar, entre les més antigues, les puntes Levallois pedunculades de l'Aterià africà. En el Paleolític Superior, apareixen peces pedunculades com la Punta de la Font-Robert del Gravetià, o les Puntes *pedunculadas *bifaciales del Solutrià espanyol o la Punta de Teyjat del Magdalenià i, ja en la transició amb l'Epipaleolític, la Punta Ahrensburguiana. Amb la invenció de l'arc i les fletxes durant el Mesolític, apareixen nombroses puntes amb algun tipus de llengüeta de emmanigat que podria entrar en la consideració de peduncle per a fletxes (la punta de Byblos al Pròxim Orient, la punta d'Ounan en el nord d'Àfrica, la punta de Corgnac o la de Lingby a Europa...). Deixarem al marge les puntes de fletxa foliàcies, que tenen una tipologia pròpia i que es tracten en l'article corresponent.

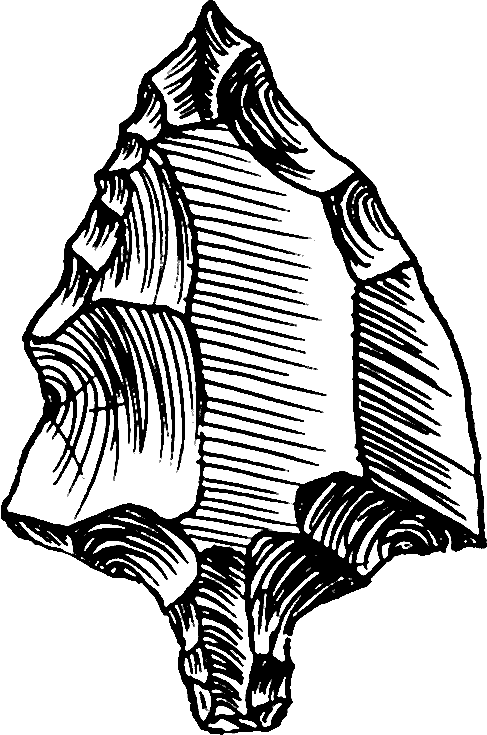
Punta ateriana
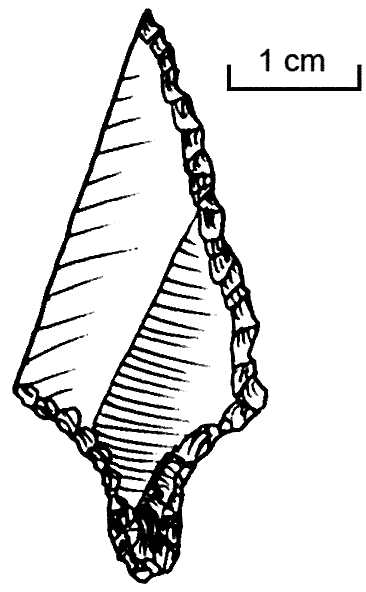
Punta Ahrensburguiana
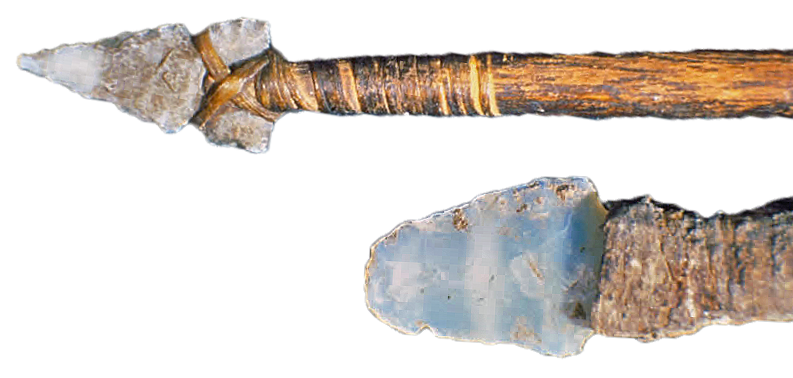
Puntes de Mesa Verde
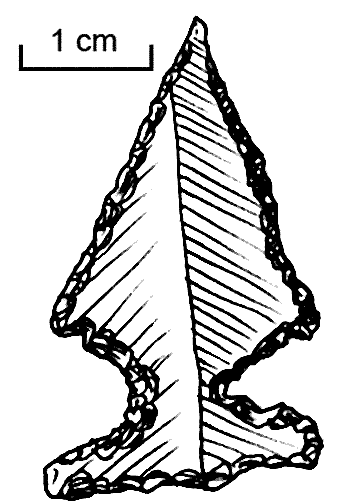
Punta d'El Khiam

Un cas especial, són les puntes de projectil de l'etapa Paleoamericana, la zona de la qual de manigament no pot ser qualificada com un simple peduncle, a causa que està formada per una o dues osques enfrontades, que no formen una autèntica llengüeta, sinó que s'assembla més a una espàtula o a una cua de peix; de fet és comú denominar algunes d'elles amb aquest àlies: puntes de cua de peix americanes (punta de Scottsbluff, punta del Llac Borax, punta de Silver Lake, punta d'Eden, punta de Mesa Verde, punta de Cova Fell...); la major part d'elles van poder formar part d'armes tant de projectil com llancívoles (és a dir amb arc o sense, depenent de les seves dimensions). Encara que molt diferent en la seva fabricació i grandària, també la de punta del Khiam, una punta de fletxa no bifacial, sinó microlítica, de l'Epipaleolític del Pròxim Orient, té la zona de manigament formada amb dues osques contraposades.
Obviant aquells objectes lítics denominats puntes que hagin pogut ser utilitzats com a ganivets, les puntes de projectil també es fabricaven d'asta, ivori o d'os, en aquest cas són denominades atzagaia o arpó, encara que com que estan fetes de materials peribles són menys abundants en els jaciments (això no implica que el seu ús fos menys freqüent). En qualsevol cas, tant si es tracta d'armes llancívoles com si es tracta de projectils, els arqueòlegs intenten conèixer el mitjà de propulsió, distingint tres maneres bàsiques: llançament directe amb el braç (que és el que es dona fins al Paleolític superior), llançament per mitjà d'un propulsor, un instrument prehistòric que servia per impulsar atzagaies i que va ser inventat independentment en el Vell Món i a Amèrica, on sol emprar-se la denominació dels antics mexiques, en llengua nàhuatl, és a dir, àtlatl. Finalment, estan les puntes de sageta, evidentment impulsades per un arc, igualment inventat en nombrosos llocs del món de forma independent (incloent Amèrica).